# 小口尖條鰍
小口尖條鰍（學名：Oxynoemacheilus merga），為輻鰭魚綱鯉形目條鰍科尖條鰍屬的其中一種。分布於亞洲俄羅斯、亞美尼亞、喬治亞的裏海東部庫馬河、捷列克河、蘇拉克河、修羅奧森河和薩穆爾河流域，體長可達10公分，棲息在河川底層水域，生活習性不明。

## 扩展阅读
維基物種上的相關：小口尖條鰍